# Hamsey
Hamsey est un village et une paroisse civile situé dans le district de Lewes, dans le Sussex de l'Est dans le Sud de l'Angleterre.

## Source
- (en) Cet article est partiellement ou en totalité issu de l’article de Wikipédia en anglais intitulé « Hamsey » (voir la liste des auteurs).